# Timing-Strategie (länderübergreifend)
Als länderübergreifende Timing-Strategie bezeichnet man im internationalen Management Strategien, die die zeitliche Staffelung des Eintritts von Unternehmen auf internationalen Märkten betreffen. Hierbei ist zwischen der Wasserfallstrategie und der Sprinklerstrategie zu differenzieren. Erstere wird auch als Konzentrationsstrategie und letztere auch als Diversifikationsstrategie bezeichnet.

## Wasserfallstrategie
Bei der Wasserfallstrategie (auch Konzentrationsstrategie genannt) konzentriert ein Unternehmen zunächst all seine Bemühungen auf einen bestimmten internationalen Ländermarkteintritt. Somit wird ein sukzessiver Markteintritt verfolgt, mit dem Ziel der Vermeidung eines „länderübergreifenden Flops“, da Produkte erst nach erfolgreicher Einführung in einem Land potenziellen Abnehmern auf anderen Märkten angeboten werden. Grundvoraussetzung für die Wasserfall-Strategie ist die Aufbereitung von Informationen hinsichtlich der in Frage kommenden Märkte und Länder. Die Einführung eines Produktes in weitere ausländische Märkte wird erst dann vorgenommen, wenn in den bereits erschlossenen Ländern entsprechende Zielvorgaben erfüllt sind und Erfahrungen gesammelt werden können. Erst dann werden die Bemühungen auf den nächsten Ländermarkt konzentriert. Weiterhin können bei der Anwendungen der Wasserfall-Strategie zwei weitere strategische Unterteilungen umgesetzt werden. Sie beschreiben dabei die Planung der Strategie, welche sich sukzessive und damit Expansionsrunde für Expansionsrunde ein neues Land auswählt oder aber auf einer langfristigen Planung beruht, bei der die einzelnen Etappen der Expansion von Anfang an klar vorgegeben sind.
Dysfunktionale Aspekte der Wasserfallstrategie sind u. a.:
- Neue Märkte werden langsamer und erst nach ausgiebiger Informationssuche mit differenzierter Marktbearbeitung erschlossen.
- Die Gefahr dieser Strategie liegt vor allem in der Vernachlässigung einzelner Märkte begründet, zu denen gegebenenfalls – durch zwischenzeitliche Markterschließungsaktivitäten der Konkurrenz – zu einem späteren Zeitpunkt nur noch schwer ein Zugang geschaffen werden kann.
- Weiterhin besteht die Gefahr der Entwicklung eines Graumarktes

## Sprinklerstrategie
Bei der Sprinklerstrategie (auch Diversifikationsstrategie genannt) verteilt ein Unternehmen seine Ressourcen auf die gleichzeitigen Bemühungen, in mehrere attraktive internationale Ländermärkte gleichzeitig einzutreten. Der Ressourceneinsatz wird also diversifiziert. Der Sprinklerstrategie geht ebenso wie der Wasserfallstrategie eine Informationssammlung voraus. Die selektierten Länder werden somit gleichzeitig mit dem oder den Produkten bedient, was länderübergreifend zu einem parallel ablaufenden Produktlebenszyklus führt und diesen, international betrachtet, verkürzt. Ziel eines gleichzeitigen Eintritts in ausländische Märkte ist die Verteilung der Markteintrittsrisiken (Risikodiversifikation) auf eine Vielzahl von Ländermärkten zur Vermeidung einer hohen Abhängigkeit von einem oder wenigen ausländischen Märkten.
Dysfunktionale Aspekte der Sprinklerstrategie sind u. a.:
- Die Voraussetzung einer weitgehend standardisierten Marktbearbeitung, die dazu führen kann, Besonderheiten einzelner Märkte zu ignorieren.
- Die Streuung der Unternehmensressourcen kann dazu führen, dass in bestimmten stärker umkämpften Märkten nicht genug Ressourcen alloziiert werden können, um gegen die Konkurrenz zu bestehen.
- Im Rahmen der Preispolitik muss ein höherer Preis aufgrund des kürzeren Produktlebenszyklus veranschlagt werden.